# Ancora...zugabe
Ancora...zugabe è una raccolta di Al Bano e Romina Power pubblicata nel 1996 in Germania, Austria, Svizzera e Polonia. 
Contiene tra le varie canzoni 2 nuove versioni di Anno 2000 (pubblicata nel 1975 con il titolo Amore nel duemila) e Ma il cuore no (l'originale è del 1987), 4 brani live e per la prima volta un medley.
Tra le canzoni registrate dal vivo ci sono anche La casa del sole cantata da Al Bano insieme a Tony Sales - cantante del gruppo Tin Machine e John Noville - ma anche la poesia Eine mutter, ein kind, die zeit und ich (tedesco per: Una madre, un figlio, il tempo ed io) recitata da Romina in lingua tedesca come omaggio al pubblico dei paesi germanofoni dove sono stati particolarmente apprezzati.

## Tracce
1. Anno 2000 – 4:24 (Albano Carrisi, Oscar Avogadro)
2. Ma il cuore no – 3:57 (Al Camarro, L.B. Horn, Romina Power, Vito Palavicini, Willy Molco)
3. Oggi sposi – 4:12 (Giancarlo Andretto, Depsa)
4. Tenerissima – 4:27 (Albano Carrisi, Oscar Avogadro, Romina Power)
5. Cantico (duetto con Montserrat Caballé) – 3:35 (Albano Carrisi, Oscar Avogadro)
6. Na, na, na (versione Paco de Lucía) – 3:57 (Albano Carrisi, Romina Power)
7. Sharazan – 4:27 (Ciro Dammicco, Albano Carrisi, Romina Power)
8. Il poeta (Yunus Emre) – 4:22 (Albano Carrisi, Andrea Sacchi, Romina Power)
9. Tu perdonami – 4:19 (Guido Morra, Romina Power, Maurizio Fabrizio)
10. Nostalgia canaglia – 3:22 (Albano Carrisi, Mercurio, Romina Power, Vito Pallavicini, Willy Molco)
11. È la mia vita – 3:42 (Maurizio Fabrizio, Pino Marino)
12. Sempre sempre – 3:59 (Claude Lemesle, Michel Carrè, Michel Gouty, Vito Pallavicini)
13. Notte e giorno – 4:40 (Albano Carrisi, Joachim Horn, Oliver Statz, Albano Carrisi)
14. Medley – 3:41 (Al Camarro, L.B.Horn, Albano Carrisi, Romina Power / Albano Carrisi, Al Camarro, Romina Power / L.B.Horn, Al Camarro, Alberto Dati, Romina Power)
15. La casa del sole (Live, con Tony Sales & John Noville) – 5:38 (Tradizionale, Mogol, Vito Pallavicini)
16. 13, storia d'oggi (Live) – 3:53 (Albano Carrisi, Vito Pallavicini)
17. Felicità (Live) – 5:20 (Dario Farina, Gino De Stefani, Cristiano Minellono)
18. Eine mutter, ein kind, die zeit und ich (Live) – 2:13 (Romina Power)

## Formazione
- Al Bano - voce
- Romina Power - voce
- Adriano Pratesi - chitarra
- Henner Malecha - basso
- Claudio Guidetti - tastiera
- Victor Bach - pianoforte
- Giorgio Cocilovo - chitarra
- Geoff Bastow - tastiera
- Roberto Puleo - chitarra
- Agostino Marangolo - batteria
- Francesco Puglisi - basso
- Al Camarro - tastiera
- Andreas Dopp - chitarra
- Maurizio Fabrizio - tastiera, cori
- Martin Langer - batteria
- Joe Dorff - tastiera
- Claus Robert Kruse - chitarra
- Roberto Lanzo - tastiera
- Stefan Schaper - pianoforte
- Mario Pezzotta - tastiera
- René Robrahn - batteria
- Christopher Papendiek - chitarra, cori
- Werner Becker - tastiera
- Roland Cabezas - chitarra, cori
- Marco Grasso - tastiera
- Peter Weihe - chitarra
- Wesley Plass - tastiera
- Reggie Worthy - basso, cori
- Nils Tuxen - chitarra
- Tim Root - batteria
- Ralf Denker - chitarra
- Corinna Ludzuweit - percussioni
- Tony Sales - basso
- Werner Schwarzer - batteria
- Sonke Hardt - percussioni
- Mike Rutledge - viola
- Frank Ryan, Joachim Horn, Stefan Frank, Betty Maineri, Madeleine Lang, Tom Jackson, Tommy Jenkins, Bridget Fogle, Angelina Henschen, Linda Barber - cori